# 3343 Nedzel
3343 Nedzel (1982 HS) là một tiểu hành tinh bay qua Sao Hỏa được phát hiện ngày 28 tháng 4 năm 1982 bởi L. G. Taff ở Socorro.